# Aerial (Kate Bush)
Aerial is het achtste album van singer-songwriter Kate Bush en dateert uit 2005.
Het album behaalde de 3e positie in het Verenigd Koninkrijk. In Nederland behaalde het de no. 7-positie in de album top 100, in België stond het op no. 11 in de Ultratop en in de Verenigde Staten behaalde het de 48ste plaats op de Billboard 200.
De enige single van het album, King of the mountain, werd een grote hit voor Bush. Het stond op de 4e positie van de UK singles chart en in de top 10 van landen zoals Finland, Italië en Canada. In Ierland werd het eveneens een hit en in Nederland behaalde het de 13e plaats in de single top 100.

## Achtergrond
Het album bestaat uit een grote diversiteit van muziekstijlen zoals folk, renaissancemuziek, klassieke muziek, reggae, flamenco en rock. Net zoals het album Hounds of love, is Aerial opgedeeld in twee delen. Het eerste gedeelte, A sea of honey, bestaat uit zeven ongerelateerde nummers. Onder andere King of the mountain, de enige single van het album, Bertie, een ode aan haar zoon en Joanni, over het leven van Jeanne d'Arc. Het nummer π bevat als niet-herhalend refrein de eerste 137 gezongen cijfers van pi, daarbij 22 cijfers overslaand. Het nummer gaat over iemand met "a complete infatuation with the calculation of pi". Waarom Bush cijfers overslaat is niet bekend en nooit door haar uitgelegd. 
Het tweede gedeelte, A sky of honey, is verbonden door een thema. Bush bezingt een aantal avonturen op een zomerse dag, beginnend bij de ochtendstond en vierentwintig uur later eindigend. De nummers bevatten vogelzang en refereren veelal aan zonlicht, de lucht en de zee.
Het album bevat musici zoals Peter Erskine, Eberhard Weber, Lol Creme, Michael Kamen en Gary Brooker (van de band Procol Harum).

## Nummers
Deel 1, A sea of honey
1. "King of the mountain"
2. "π"
3. "Bertie"
4. "Mrs. Bartolozzi"
5. "How to be invisible"
6. "Joanni"
7. "A coral room"

Deel 2, A sky of honey
1. "Prelude"
2. "Prologue"
3. "An architect's dream"
4. "The painter's link"
5. "Sunset"
6. "Aerial tal"
7. "Somewhere in between"
8. "Nocturn"
9. "Aerial"